# Benny Gantz
Pour les articles homonymes, voir Gantz (homonymie).
Benyamin « Benny » Gantz (hébreu : בנימין "בני" גנץ), né le 9 juin 1959 à Kfar Ahim (Israël) est un militaire et homme d'État israélien.
Général de brigade, il est chef d'état-major de l'armée israélienne (Tsahal) de 2011 à 2015.
Quelques mois après avoir lancé le parti Hosen L'Yisrael, il conduit la coalition centriste Bleu et blanc aux élections législatives d'avril 2019, de septembre 2019 et de 2020. Un temps pressenti pour devenir Premier ministre, il noue finalement un accord avec Benyamin Netanyahou lui permettant de devenir président de la Knesset puis vice-Premier ministre et ministre de la Défense. Il conserve cette dernière fonction dans le gouvernement Bennett.
Après le déclenchement de la guerre à Gaza en 2023, il devient ministre sans portefeuille dans le cabinet de guerre formé par Benyamin Netanyahou, avant de démissionner en juin 2024.

## Biographie

### Origines et formation
Sa mère, Malka (1928-2009), est une survivante de l'Holocauste, originaire de Mezőkovácsháza, en Hongrie,. Son père, Nahum (1926-2005), vient de Roumanie ; il est arrêté par les autorités britanniques pour avoir tenté d'entrer illégalement en Palestine mandataire.
Benny Gantz naît le 9 juin 1959 à Kfar Ahim. Il obtient une licence en histoire de l'université de Tel Aviv, un master en sciences politiques de l'université de Haïfa et un master en gestion des ressources nationales de l'Université de la Défense nationale des États-Unis.

### Carrière militaire
Recruté par l'armée israélienne en 1977, il intègre directement la brigade parachutiste. En 1979, il est diplômé de l’École des Officiers de Tsahal, affecté au poste de commandant de compagnie puis de vice commandant de section au sein de la brigade parachutiste. De 1987 à 1989, il devient commandant du bataillon « Tséfa » » (vipère) dans la Brigade parachutiste. En 1989, il est commandant de l’unité d’élite « Shaldag » dans l’Armée de l'air israélienne, jusqu’en 1992 et dirige en 1991 l'opération Salomon pour le rapatriement des Juifs éthiopiens en Israël. En 1992 : il devient commandant de l’Unité de réserve de la brigade parachutiste.
De 1994 à 1995, il commande la brigade de Cisjordanie dans la division de Cisjordanie puis de 1995 à 1997, la brigade parachutiste. En 1997, il quitte momentanément l’armée pour étudier aux États-Unis et en 1998, il reçoit le grade de général de brigade et commande une division de réserve du Commandement de la Région Nord. De 1999 à 2000, il sert en tant que commandant de l’unité de liaison avec le Liban. Il fut le dernier commandant de Tsahal à se retirer du Liban.
Il est nommé en 2001 commandant de la Base de réserve du commandement de la région Nord et reçoit le grade de général de division. De 2000 à 2002, au début de la seconde Intifada, il sert en tant que commandant de la division de  Cisjordanie, mais est affecté en 2002 au commandement de la région Nord, position qu’il occupe jusqu’en 2005. De 2005 à 2007, il sert en tant que commandant des forces terrestres.
En 2007, il est nommé attaché militaire de l’armée israélienne aux États-Unis. En 2009, le ministre de la Défense et le chef d’état-major lui demandent de servir en tant que vice chef d’état-major, une position qu’il occupe jusqu’en novembre 2010. Le 14 février 2011, Benny Gantz devient le 20e chef d’état-major de l'Armée de défense d'Israël et reçoit le grade de lieutenant-général, succédant ainsi au chef d'état-major sortant, le lieutenant-général Gabi Ashkenazi.

### Activités entrepreneuriales
Benny Gantz a dirigé  une société de sécurité informatique, The Fifth Dimension, en qualité de président-directeur général. La société a fermé ses portes à la suite d'une faillite financière, après que son investisseur russe a été sanctionné par les États-Unis lors de l'enquête sur les tentatives russes d'interférer avec les élections américaines en 2016.

### Parcours politique

#### Député à la Knesset
Le 27 décembre 2018, Benny Gantz annonce la création d'un nouveau parti politique israélien, Hosen L'Yisrael (« Résilience pour Israël »). Il entre ainsi en politique quelques mois avant la tenue des élections législatives anticipées d'avril 2019. Les positions politiques du parti sont floues, mais les sondages prédisent rapidement la deuxième ou la première place à sa coalition électorale centriste, Bleu et blanc, au coude-à-coude avec le Likoud du Premier ministre sortant, Benyamin Netanyahou. Bleu et blanc sort de ces élections avec autant de sièges que le Likoud (35 sur 120), mais n'est pas en mesure de former une coalition. À partir du 30 avril 2019, il fait partie de la 21e législature de la Knesset et prend la tête de l'opposition.
Il s’entoure de collaborateurs penchant vers la droite, comme le député Hili Tropper. Il noue des relations serrées avec des représentants des colons de Cisjordanie et les rabbins ultraorthodoxes.
Aux élections législatives de septembre 2019, qui font suite à l'échec de Netanyahou de former un nouveau gouvernement, sa coalition arrive à quasi-égalité avec le Likoud. Le 23 octobre 2019, après l'échec de Netanyahou à composer un gouvernement, il est chargé à son tour de le faire par le président Reuven Rivlin, mais échoue lui aussi.
De nouvelles élections législatives ont lieu le 2 mars 2020 : Bleu et blanc obtient la deuxième place avec 33 sièges, quand le Likoud progresse, avec 36 élus. Toutefois, c'est Benny Gantz qui est chargé par le président Rivlin de former le gouvernement le 16 mars, car il aurait le soutien de 61 membres de la Knesset, à savoir, outre ceux de son parti, ceux d'Israel Beytenou dirigé par Avigdor Liberman, des 15 députés de la Liste arabe unie dont le soutien était précédemment refusé par Avigdor Liberman.
Le 26 mars, après la démission de Yuli-Yoel Edelstein — assigné par la Cour suprême d'organiser l'élection de son successeur — et en pleine pandémie de coronavirus, Benny Gantz renonce à prendre la tête du gouvernement. Il remporte la présidence de la Knesset dans le cadre de négociations avec le Likoud pour la formation d'un gouvernement d’union nationale. Cette décision suscite la désapprobation de ses alliés de Yesh Atid et Telem : la coalition Bleu et blanc écarte alors Hosen L'Yisrael de Benny Gantz, qui retrouve de fait son indépendance. Le 29 mars, il est convenu que seul ce dernier parti reste au sein de la coalition, les deux autres formant le bloc Yesh Atid-Telem. Gantz réclame sans succès un délai supplémentaire au président pour former un gouvernement, la date limite pour clore les tractations étant le 13 avril. Le lendemain, le chef de l’État donne 48 heures au duo Gantz-Netanyahou pour trouver un accord, mais le délai prend fin sans accord. Comme en novembre 2019, le président confie alors à la Knesset la mission de désigner un candidat pour former le prochain gouvernement.

#### Membre du gouvernement
Le 20 avril, Benny Gantz revient sur sa promesse de ne pas soutenir le maintien au pouvoir du Premier ministre sortant tant qu’il sera poursuivi en justice, et un gouvernement d'union nationale d'une durée de trois ans est annoncé. Benyamin Netanyahou doit rester à la tête du gouvernement 18 mois avant de se retirer au profit de Gantz, qui sera ministre de la Défense en attendant,. Gantz démissionne le 12 mai de la présidence de la Knesset, en prévision de la formation du nouveau gouvernement, le 17 mai,. Le même jour, Benny Gantz est nommé ministre de la Défense. Il aurait dû devenir Premier ministre le 17 novembre 2021, mais la dissolution de la Knesset en décembre 2020 rend caduc cet engagement.
En septembre 2020 il est à l'origine d'une loi interdisant de restituer à leur famille les dépouilles des Palestiniens tués dans des heurts avec les forces israéliennes. Cette loi est dénoncée par les défenseurs des droits humains. L'ONG israélienne Adalah, notamment, estime que « cette politique d'utilisation des corps humains comme monnaie d'échange viole les valeurs les plus fondamentales et le droit international qui interdit les traitements cruels et inhumains ». Il fait interdire six ONG de défense des droits humains en Cisjordanie.
Le 3 décembre 2020, Benny Gantz apporte son soutien à une motion de l'opposition visant à dissoudre la Knesset. Alors que l'accord de coalition prévoit une rotation à la condition qu'un budget unique soit adopté avant le 23 décembre 2020, la Knesset rejette une proposition de Bleu et blanc de séparer les deux budgets et de différer leur adoption, ce qui entraîne sa dissolution à cette date. Benny Gantz reste ministre de la défense dans les gouvernements Bennett et Lapid jusqu'au 29 décembre 2022.
À la suite de la dissolution de la Knesset en juin 2022 et en vue de préparer les élections législatives du 1er novembre 2022, Gantz annonce une nouvelle coalition avec le parti de Gideon Sa'ar, puis avec l'ancien chef d'État-major Gadi Eizenkot. Cette coalition prend le nom de Parti de l'unité nationale (en hébreu המחנה הממלכת׳). Elle emporte 12 sièges et siège dans l'opposition au sixième gouvernement Netanyahou.
Il accepte de participer en tant que ministre sans portefeuille au cabinet de guerre israélien, officiellement gouvernement d'urgence et d'unité, cabinet de guerre formé le 11 octobre 2023 pour gérer l'attaque du Hamas contre Israël, aux côtés du gouvernement du Premier ministre Benyamin Netanyahou,. Le 9 juin 2024, Benny Gantz démissionne. Il critique le gouvernement israélien pour n'avoir pas réussi à prendre des décisions stratégiques liées à la reconstruction d'après-guerre de la bande de Gaza, après l'expiration de son ultimatum du 8 juin,.

## Positions politiques
Benny Gantz est perçu comme proche des positions de Benyamin Nétanyahou, en particulier du fait de son approche sécuritaire de la politique. S’il avait pris la parole, en 2012, pour relativiser la menace iranienne en qualifiant ses dirigeants de « gens très rationnels », sa vision d’un Israël menacé de toute part s’accorde avec celle du Likoud. En politique intérieure, Benny Gantz affiche un visage plus libéral que Netanyahou, qu’il accuse de menacer les institutions.
Il affirme vouloir conserver le contrôle militaire israélien sur la majeure partie de la Cisjordanie occupée. Dans son manifeste, son parti prône une séparation entre Israéliens et Palestiniens, sans toutefois évoquer la création d’un État palestinien indépendant. Il n'est pas en faveur des revendications des Arabes israéliens d'égalité des droits ou de l'abrogation de la loi État-nation faisant d’Israël un « État juif ». Il soutient en 2024 l'interdiction de l'UNRWA, l'agence des Nations unies pour les réfugiés palestiniens, l'accusant d’être une « composante inséparable du Hamas ». Toujours en 2024, il vote une résolution condamnant la solution à deux États.

## Honneurs et distinctions

### Décorations israéliennes
- Médaille de campagne de l'opération Paix en Galilée
- Médaille de campagne de la deuxième guerre du Liban
- Médaille de campagne de l'opération Bordure protectrice

### Décorations étrangères
- Commandeur de la Legion of Merit[34]